# Temesváry Rezső
Temesváry Rezső (Bécs, 1864. március 25. – Budapest, 1944. március 22.) szülész-nőgyógyász, az MTA tagja, a magyar anya- és csecsemővédelem kimagasló egyénisége.

## Élete
Temesváry Adolf (1839–1915) építési nagyvállalkozó és Eisler Zsófia (1844–1919) fia. 1887-ben a Budapesti Tudományegyetemen (ma ELTE) szerzett oklevelet. 1887–1888-ban gyakorló orvos volt a budapesti I. számú Női Klinikán. 1888–90-ben a bécsi, a berlini, a kölni, a párizsi és a stockholmi egyetemeken képezte magát. Hazatérése után 1891 és 1901 között a Fehér Kereszt Egyesület Nőgyógyászati Intézetében dolgozott. 1903-ban a szülészeti propedeutika tárgyköréből magántanárrá képesítették. 1908-ban megalapította az első hazai anyavédelmi intézményt, az Országos Anya- és Csecsemővédő Egyesületet, melynek 1917-ig vezető orvosa volt. Az első világháború alatt a budapesti Beteg Katonák Hospitiuma nevű hadikórházban szolgált. 1910-től haláláig a Weiss Alice Gyermekágyas Otthon igazgató főorvosa, s több mint három évtizeden át az Országos Társadalombiztosító Intézet (OTI) egyik nőgyógyászati rendelésének, majd anya-és csecsemőgondozója orvosaként tevékenykedett. 1902 és 1908 között Tóth Istvánnal szerkesztette a Gynaekologia című szaklapot. Számos cikke jelent meg hazai és külföldi folyóiratokban.

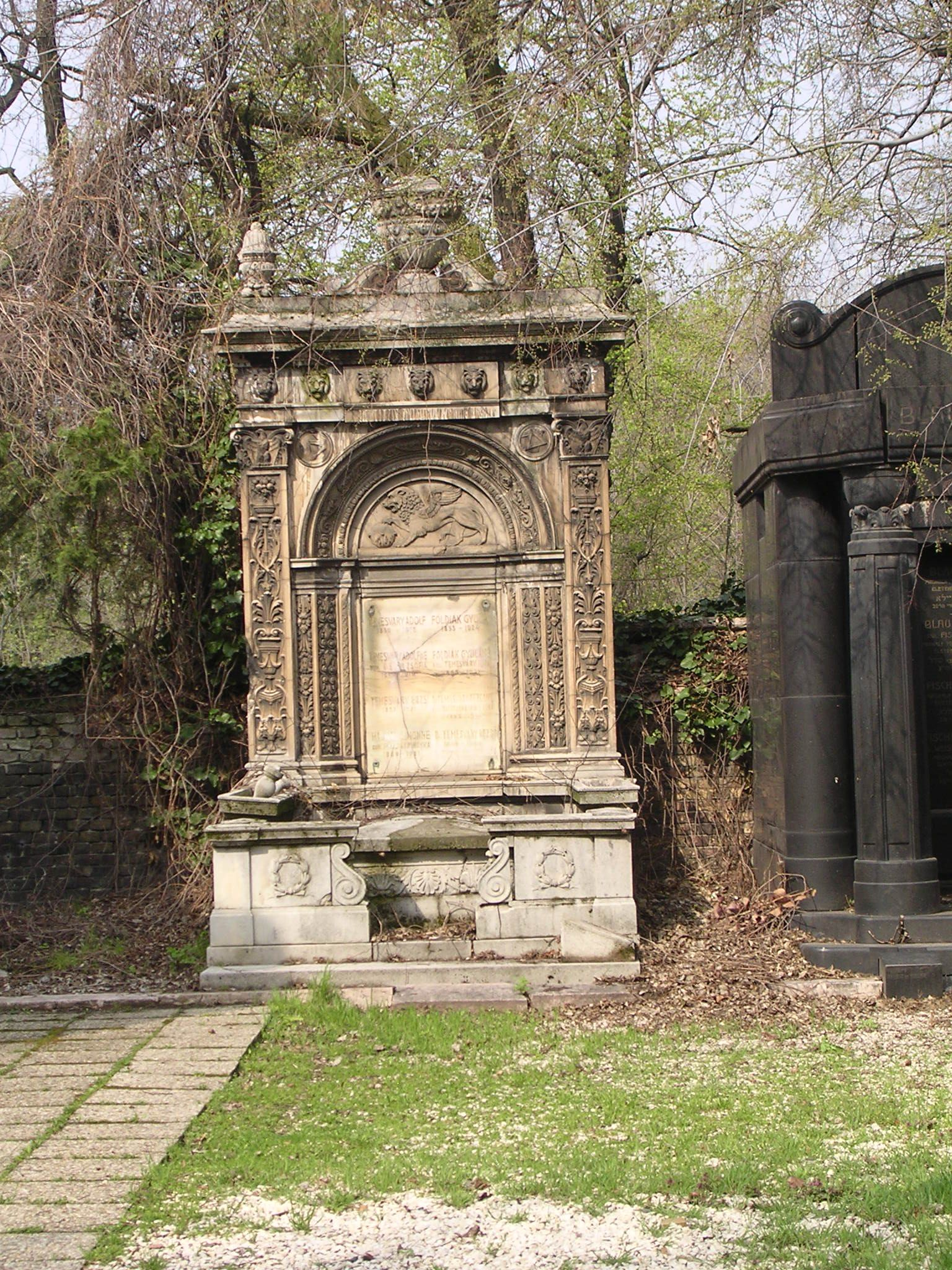
Sírja a Salgótarjáni utcai zsidó temetőben. Nyugati fal melletti mauzóleumok és sírboltok. Alkotó: Hajós Alfréd

## Családja
- Felesége Galitzenstein Laura (1868–1941)[4] volt, akivel 1889. június 16-án Budapesten kötött házasságot.[5]
- Gyermekei: Temesváry Erzsébet (1897–1921),[6] Temesváry Miklós (1899–1949)[7] kórházi főorvos, egyetemi magántanár és Temesváry Blanka (1892–?).
- Veje: Mándy István (1884–1945) ügyész.
- Unokái: 
  - Mándy Stefánia (1918–2001) költő, műfordító. Férje Tábor Béla (1907–1992) író, műfordító, filozófus.
  - Mándy Marianne
  - Temesváry Erika
  - Temesváry András szülész-nőgyógyász

## Főbb művei
- A villamosság alkalmazása a nőgyógyászatban (1890)
- A női betegség balneotherápiája (1895)
- Előítéletek, népszokások és babonás eljárások a szülészet körében Magyarországon (Budapest, 1899)
- A tejelválasztás és szoptatás élet- és kórtanának kézikönyve (Budapest, 1901; Balassa-pályadíjjal jutalmazott)
- A szülészet haladása a XIX. században (1901)
- Az abortusról (1905)
- A női betegségek baleseti megítélése (1908)
- Az anyavédelem (1910)
- Anyavédelmi törekvések Magyarországon (Budapest, 1918)